# Am Gletscher
Am Gletscher (eigentlich: Seelsorge am Gletscher, isländisch: Kristnihald undir Jökli) ist ein Roman des isländischen Schriftstellers Halldór Laxness. Er wurde 1968 geschrieben. Die erste deutschsprachige Ausgabe erschien 1974 im Aufbau-Verlag in der DDR unter dem Titel Seelsorge am Gletscher.

## Aufbau
Der Roman umfasst etwa 250 Seiten, die in 45 Kapitel unterteilt sind. Jedes Kapitel trägt eine eigene, teils längere Überschrift. Es handelt sich um den fiktiven Bericht eines jungen Theologen, der die Zustände in einer Pfarrei an dem Gletscher Snæfellsjökull untersuchen soll, und von sich selbst fast ausschließlich in der 3. Person spricht und sich, als "Vertreter des Bischofs", mit der Abkürzung "Vebi" bezeichnet.

## Handlung
Der Pfarrer heißt Sira Jón Jónsson, genannt Sira Jon Primus. Die Kirche ist verschlossen; Gottesdienste werden nicht abgehalten. Auch Taufen oder Beerdigungsfeiern finden dort nicht statt. Seit 20 Jahren hat Sira Jón sein Gehalt nicht mehr abgeholt. Stattdessen verfügt er über handwerkliche Fähigkeiten. Er repariert in seiner Gemeinde zahlreiche Gegenstände und kennt sich mit der Haltung von Nutztieren aus. So ist er bei seinen Gemeindegliedern sehr beliebt und kann sich so seinen Lebensunterhalt verdienen. Seine Frau ist verschollen; stattdessen lebt eine Frau namens „Stößeldora“ bei ihm.
Während seines Aufenthaltes am Gletscher wird der Erzähler in eine Reihe ungewöhnlicher Ereignisse hineingezogen. So treten einige bizarre Personen auf. Dazu gehört Professor Dr. Godman Syngmann alias Gudmundur Sigmundsson, der einst einen etwa einen Meter langen Holzkasten auf den Gletscher bringen ließ. Er hat drei Assistenten, „Hirten“ genannt, die offensichtlich aus entfernten Ländern stammen und obskure religiöse Studien betreiben. Der Erzähler, der nur drei Tage in der Gemeinde hatte bleiben wollen, verschiebt seine Abreise mehrfach angesichts ständig neuer Rätsel.
Der Professor stirbt unvermittelt, so dass eine Trauerfeier abgehalten werden muss. Der Pfarrer ringt sich auf Drängen nur unwillig zu einer Feier in der provisorisch hergerichteten Kirche durch. Später wird der Holzkasten vom Gletscher geholt und feierlich geöffnet. Ein tiefgefrorener Lachs befindet sich darin, der alsbald von Vögeln gefressen wird. In der Folge erscheint Ua, auch Gudrun oder Ursula, bei der es sich offenbar um die verschollene, angeblich verstorbene Ehefrau des Pfarrers handelt. Auch sie erscheint obskur: so hat sie unter anderem als Nonne, als Leiterin eines Freudenhauses in Buenos Aires und als Handschuhstrickerin in Peru gearbeitet. Da Sira Jón zu einer Reparatur eines Schnellgefrierhauses gerufen wird, nimmt er kaum wahr, dass Ua wieder da ist. Stattdessen bietet er dem Erzähler seine Frau an. Ua verführt ihn und fährt ihn in ihrem Auto zu einem Haus „am Ende der Welt“. Das Auto bleibt in einem Sumpfloch stecken. Nachdem sie das Haus zu Fuß erreicht haben und Ua dort verschwunden ist, flieht der Erzähler.

## Hintergrund
Laxness schrieb den Roman 1968, 13 Jahre nach Erhalt des Literaturnobelpreises, im Alter von 66 Jahren. Zwar spielt der Roman in der isländischen Provinz, doch ist durch zahlreiche ironisch-lustige Referenzen an philosophische Strömungen sowie eine Vielzahl von fremdsprachigen Stellen gezeigt, dass die isländische Provinz als pars pro toto steht. Im Vordergrund steht die teils bauernschlaue, teils philosophisch fundierte Haltung des Sira Jon, während der Vebi auftragsgemäß beobachtet, aber auch zum Staunen fähig ist.

## Textausgaben
- 1968: Kristnihald undir Jökli, Helgafell, Reykjavík
- 1974: Seelsorge am Gletscher, Aufbau, Ost-Berlin
- 1982: Seelsorge am Gletscher, Frauenfeld, Stuttgart
- 1989: Am Gletscher, Steidl, Göttingen

Allen deutschsprachigen Ausgaben liegt die Übersetzung von Bruno Kress von 1974 zugrunde.

## Adaptionen des Romans
- Der Roman wurde 1989 von Laxness’ Tochter Guðný Halldórsdóttir unter dem Titel Kristnihald undir Jökli in Island verfilmt. Die Produktionsfirma hieß Umbi-Films. umbi ist die isländische Entsprechung zu Vebi. Eine deutsche Synchronfassung mit dem Titel Am Gletscher liegt vor.

- Nach dem Roman wurden in Deutschland zwei Hörspiele produziert. Der WDR sendete 1982 Christentum am Gletscher nach der Übersetzung und Bearbeitung aus dem Isländischen von Franz Seewald.[2] Der MDR produzierte 1992 Am Gletscher.

- Die Band Samsas Traum veröffentlichte 2007 das Lied Auf den Spiralnebeln nach Motiven aus dem Buch. Im Mittelpunkt des Textes steht Sira Jón.

- Am Musiktheater Linz wurde am 21. Mai 2022 die von Michael Obst komponierte Oper Unter dem Gletscher uraufgeführt. Der Text basiert auf einer von Hermann Schneider adaptierten Fassung des Romans.[3]